# Liste der Biografien/Muller, P
Liste der Biografien |
Portal Biografien |
P Personensuche
# |
A |
B |
C |
D |
E |
F |
G |
H |
I |
J |
K |
L |
M |
N |
O |
P |
Q |
R |
S |
T |
U |
V |
W |
X |
Y |
Z |
?
 
Ma |
Mb |
Mc |
Md |
Me |
Mf |
Mg |
Mh |
Mi |
Mj |
Mk |
Ml |
Mm |
Mn |
Mo |
Mp |
Mq |
Mr |
Ms |
Mt |
Mu |
Mv |
Mw |
Mx |
My |
Mz
 
Mua |
Mub |
Muc |
Mud |
Mue |
Muf |
Mug |
Muh |
Mui |
Muj |
Muk |
Mul |
Mum |
Mun |
Muo |
Mup |
Muq |
Mur |
Mus |
Mut |
Muu |
Muv |
Muw |
Mux |
Muy |
Muz
 
Mula |
Mulb |
Mulc |
Muld |
Mule |
Mulf |
Mulg |
Mulh |
Muli |
Mulj |
Mulk |
Mull |
Mulm |
Muln |
Mulo |
Mulr |
Muls |
Mult |
Mulu |
Mulv |
Mulw |
Muly |
Mulz
 
Mulla |
Mulle |
Mullg |
Mullh |
Mulli |
Mulln |
Mullo |
Mullr |
Mully
 
Mulled |
Mullej |
Mullem |
Mullen |
Muller |
Mulles |
Mulley
 
Muller, A |
Muller, B |
Muller, C |
Muller, D |
Muller, E |
Muller, F |
Muller, G |
Muller, H |
Muller, I |
Muller, J |
Muller, K |
Muller, L |
Muller, M |
Muller, N |
Muller, O |
Muller, P |
Muller, Q |
Muller, R |
Muller, S |
Muller, T |
Muller, U |
Muller, V |
Muller, W |
Muller, X |
Muller, Y |
Muller, Z |
Mullera |
Mullerb |
Mullerh |
Mullerl |
Mullerp |
Mullers |
Mullerw |
Mullery
Die Liste der Biografien führt alle Personen auf, die in der deutschsprachigen Wikipedia einen Artikel haben. Dieses ist eine Teilliste mit 95 Einträgen von Personen, deren Namen mit den Buchstaben „Muller, P“ beginnt.

## Muller, P
- Müller, P. Heinz (1924–2009), deutscher Mathematiker und Hochschullehrer

### Muller, Pa
- Müller, Pascal (* 1979), Schweizer Eishockeyspieler
- Müller, Pascal (* 2001), Schweizer Nordischer Kombinierer
- Müller, Pascal (* 2003), österreichischer Fußballspieler
- Müller, Pascale (* 1990), deutsche Journalistin
- Müller, Patric (* 1967), deutscher Politiker (SPD)
- Müller, Patrick (* 1976), Schweizer Fussballspieler
- Müller, Patrick (* 1988), deutscher SchauspielerPatrick Müller (* 1988)

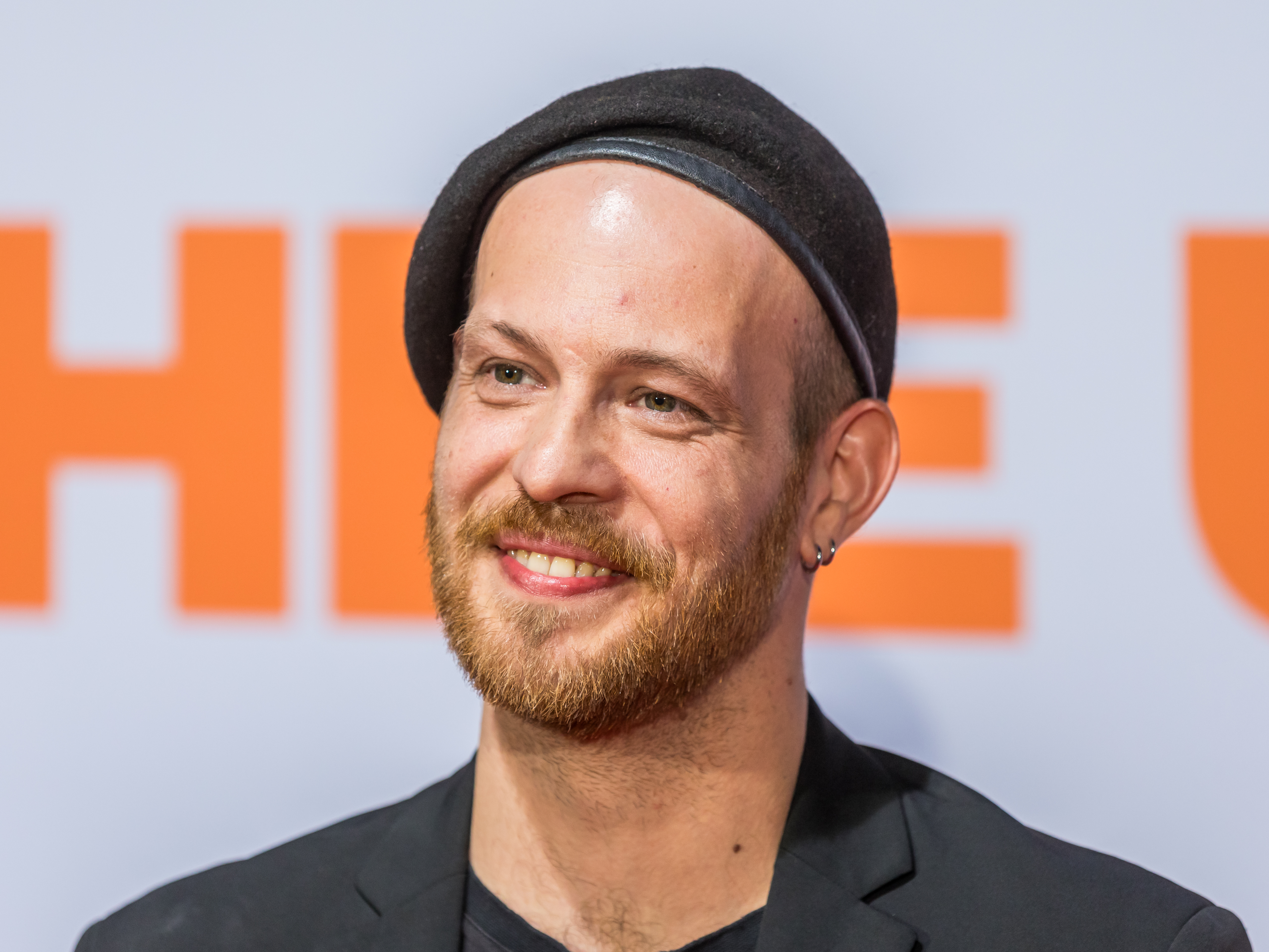
Patrick Müller (* 1988)

- Müller, Patrick (* 1996), deutscher Leichtathlet
- Müller, Patrick (* 1996), Schweizer Radrennfahrer
- Müller, Patrik (* 1975), Schweizer Journalist und Moderator
- Müller, Paul, deutscher Orgelbauer in Schweden
- Müller, Paul (1843–1906), deutscher Bildhauer
- Müller, Paul (1875–1925), deutscher Matrose, Journalist und Gewerkschaftsfunktionär
- Müller, Paul (1888–1971), deutscher Waffenschmied
- Müller, Paul (1892–1963), deutscher Politiker (NSDAP), MdR und Tiermediziner
- Müller, Paul (1893–1983), deutscher Verwaltungsjurist und Leiter des Polizeiamtes Gelsenkirchen-Buer
- Müller, Paul (1895–1966), Schweizer Politiker (KVP)
- Müller, Paul (1896–1974), Schweizer Eishockeyspieler
- Müller, Paul (* 1896), deutscher Politiker (NSDAP, DVP)
- Müller, Paul (1913–2008), Schweizer Eishockeyspieler
- Müller, Paul (1923–2016), Schweizer Schauspieler in internationalen Filmen
- Müller, Paul (1940–2010), deutscher Biologe
- Müller, Paul (1948–2023), deutscher Physiker
- Müller, Paul Emanuel (1927–2018), Schweizer Philologe und Schriftsteller
- Müller, Paul Heinrich Theodor (* 1896), deutscher SS-Führer im KZ Auschwitz
- Müller, Paul Hermann (1899–1965), Schweizer Chemiker, Nobelpreis für Medizin 1948Paul Hermann Müller (1899–1965)

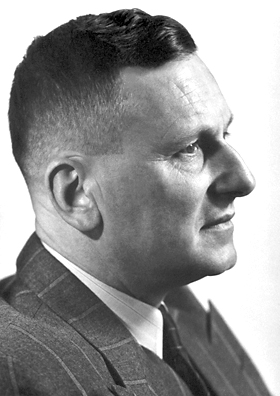
Paul Hermann Müller (1899–1965)

- Müller, Paul Jakob (1894–1982), Schweizer Maler
- Müller, Paul Theodor (1873–1919), österreichischer Bakteriologe und Hygieniker
- Müller, Paul-Gerhard (1940–2016), deutscher katholischer Theologe

### Muller, Pe
- Müller, Peter, Harmonikabauer
- Müller, Peter (1640–1696), deutscher Rechtswissenschaftler
- Müller, Peter (1836–1922), deutscher Gynäkologe und Hochschullehrer
- Müller, Peter (1873–1934), deutscher Kaufmann, Politiker und Bürgermeister von Windhoek
- Müller, Peter (1884–1951), banatschwäbischer römisch-katholischer Geistlicher und Märtyrer
- Müller, Peter (1910–1965), Schweizer Politiker (KVP)
- Müller, Peter (1916–2005), deutscher Kommunalpolitiker (CDU), Oberbürgermeister von Düsseldorf
- Müller, Peter (1927–1992), deutscher BoxerPeter Müller (1927–1992)

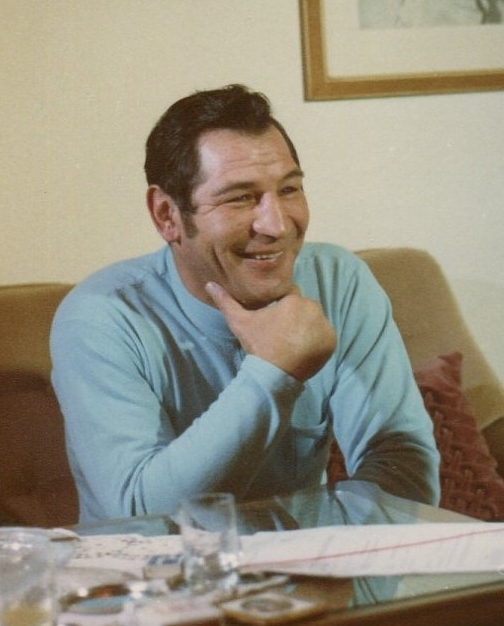
Peter Müller (1927–1992)

- Müller, Peter (1934–2005), österreichischer Skispringer
- Müller, Peter (1935–2017), deutscher Maler der figürlichen Malerei
- Müller, Peter (* 1939), deutscher Richter und Kirchenjurist, Schweriner Oberkirchenratspräsident
- Müller, Peter (1942–2021), österreichischer Musikproduzent und Tontechniker
- Müller, Peter (1944–1964), deutsches Todesopfer an der innerdeutschen Grenze
- Müller, Peter (* 1946), deutscher Fußballspieler
- Müller, Peter (1947–2007), deutscher Musiker (Klarinette, Saxophon, Piano) des Hot Jazz
- Müller, Peter (* 1947), deutscher Polizeioffizier
- Müller, Peter (* 1948), deutscher Eishockeyspieler
- Müller, Peter (* 1948), deutscher Fußballspieler
- Müller, Peter (* 1955), deutscher Politiker (CDU), MdL, MdB, Richter des BundesverfassungsgerichtsPeter Müller (* 1955)

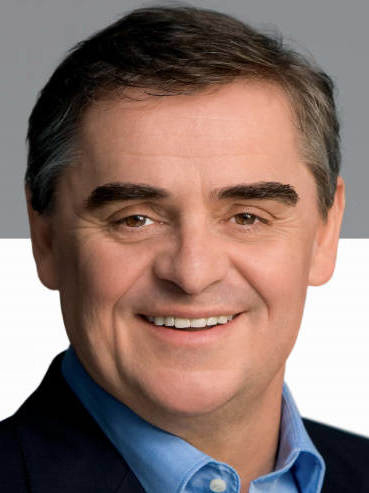
Peter Müller (* 1955)

- Müller, Peter (* 1957), Schweizer Skirennfahrer
- Müller, Peter (* 1961), deutscher Journalist, Autor und Unternehmer
- Müller, Peter (* 1965), deutscher Kanute
- Müller, Peter, deutscher Boxer
- Müller, Peter (* 1967), deutscher Kunsthistoriker und Publizist
- Müller, Peter (* 1967), deutscher Musiker
- Müller, Peter (* 1969), deutscher Fußballspieler
- Müller, Peter, deutscher Basketballtrainer und -spieler
- Müller, Peter Clemens (1755–1829), Politiker Freie Stadt Frankfurt
- Müller, Peter Erasmus (1776–1834), dänischer Bischof, Historiker und Sprachforscher
- Müller, Peter O. (* 1955), deutscher Sprachwissenschaftler
- Müller, Peter Paul (1853–1930), deutscher Landschaftsmaler
- Müller, Peter-Paul (1940–2018), deutscher Politiker (Partei Rechtsstaatlicher Offensive), MdHB
- Müller, Petermax (1912–2002), deutscher Autorennfahrer und -händler
- Müller, Petra (* 1958), deutsche Filmfunktionärin und Geschäftsführerin der Film- und Medienstiftung Nordrhein-Westfalen
- Müller, Petra (* 1960), deutsche Politikerin (FDP), MdB
- Müller, Petro (* 1959), deutscher römisch-katholischer Dogmatiker

### Muller, Ph
- Müller, Philipp (1585–1659), deutscher Physiker, Mathematiker und Mediziner
- Müller, Philipp (1640–1713), deutscher lutherischer Theologe
- Müller, Philipp (1760–1841), deutscher Kutschenfabrikant in Ungarn
- Müller, Philipp (1786–1858), deutscher Landwirt und Politiker
- Müller, Philipp (1787–1839), deutscher Apotheker, Bürgermeister und Politiker
- Müller, Philipp (1804–1870), deutscher katholischer Theologe, Kirchenhistoriker und Christlicher Archäologe
- Müller, Philipp (1811–1893), deutscher Kupferstecher, Illustrator und Karikaturist
- Müller, Philipp (1811–1890), Landdechant und Abgeordneter
- Müller, Philipp (1822–1867), deutscher Fotograf und Kaufmann
- Müller, Philipp (1849–1920), Landtagsabgeordneter Großherzogtum Hessen
- Müller, Philipp (1869–1918), deutscher Maler
- Müller, Philipp (1931–1952), deutscher Arbeiter und Kommunist, der bei einer Demonstration getötet wurdePhilipp Müller (1931–1952)

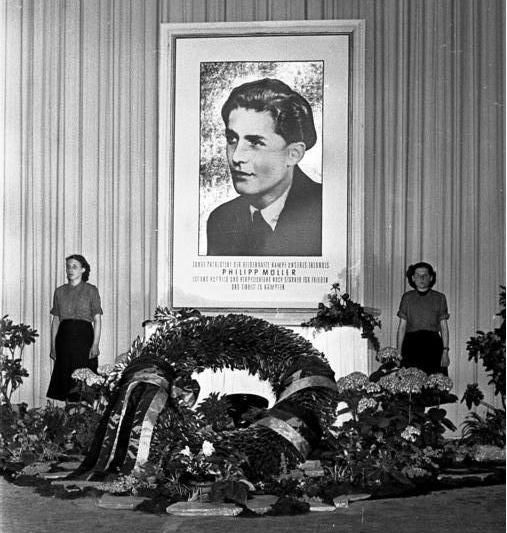
Philipp Müller (1931–1952)

- Müller, Philipp (* 1952), Schweizer Politiker (FDP)
- Müller, Philipp (* 1960), deutscher katholischer Pastoraltheologe
- Müller, Philipp (* 1984), deutscher HandballspielerPhilipp Müller (* 1984)

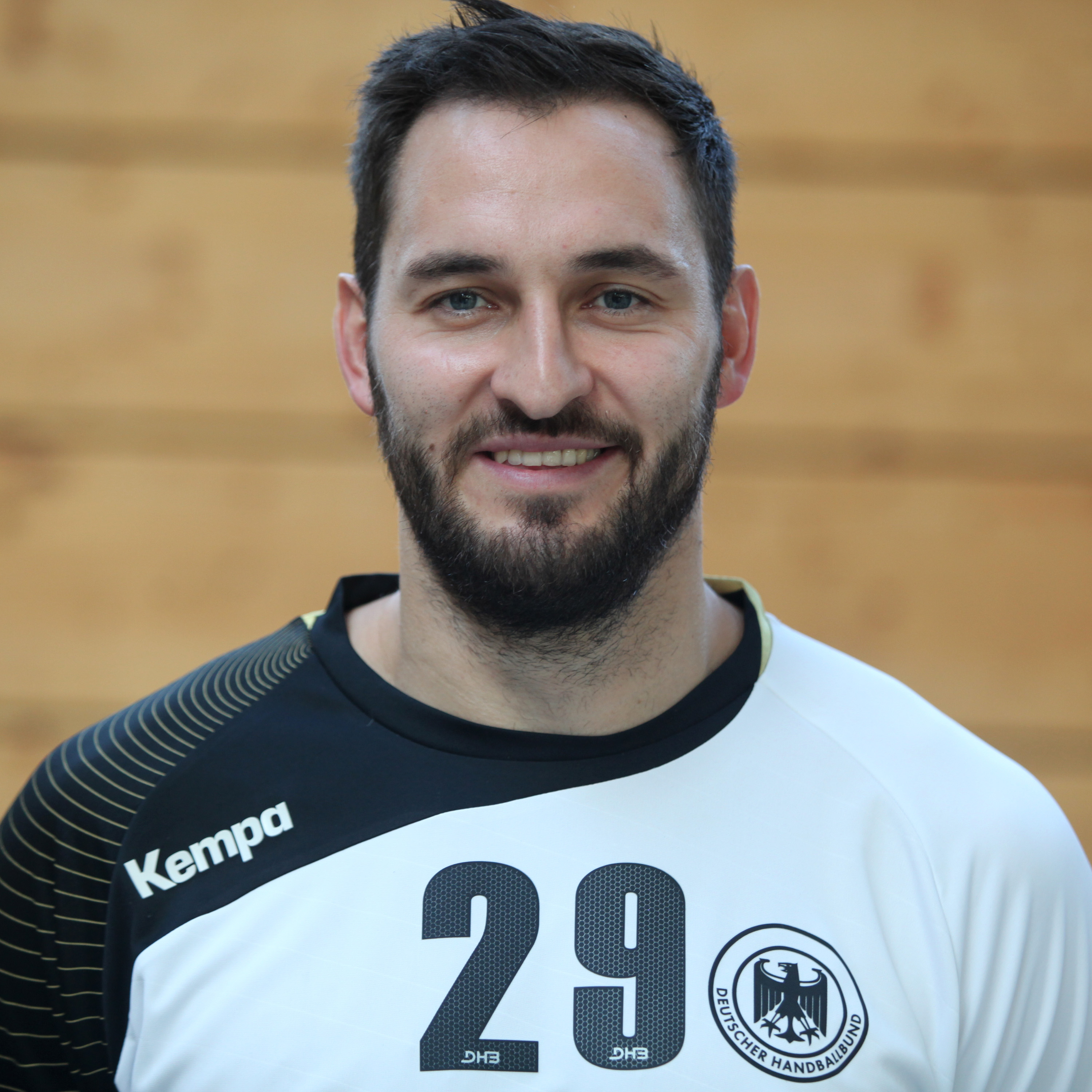
Philipp Müller (* 1984)

- Müller, Philipp (* 1990), deutscher Musiker und Musikvideoproduzent
- Müller, Philipp (* 1995), deutscher Fußballspieler
- Müller, Philipp (* 1997), deutscher American-Football Spieler
- Müller, Philipp Heinrich (1654–1719), deutscher Goldschmied, Medailleur und Stempelschneider
- Müller, Philipp Wilbrand Jacob (1771–1851), evangelischer Pfarrer und Entomologe
- Müller, Philippe (* 1963), Schweizer Politiker (FDP), Sicherheitsdirektor
- Müller, Phillip (* 1970), deutscher Politiker (Bündnis 90/Die Grünen), MdL

### Muller, Pi
- Müller, Pierre René (* 1977), deutscher Film- und Theaterschauspieler
- Muller, Pieter Lodewijk (1842–1904), niederländischer Historiker
- Müller, Piotr (* 1989), polnischer Politiker und Jurist, Sejm-Abgeordneter, MdEP
- Müller, Pit (1942–2017), deutscher Jazzmusiker (Kornett, Trompete)

### Muller, Po
- Müller, Poldi (1873–1946), österreichische Schauspielerin
- Müller, Polycarp (1684–1747), deutscher evangelischer Bischof, Rhetoriker und Philosoph
- Müller, Poul (1909–1979), dänischer Schauspieler